# Tommaso Augello
Tommaso Augello, né le 30 août 1994 à Milan, est un footballeur italien qui évolue au poste de arrière latéral au Palerme FC.

## Carrière

### Premiers pas dans le football professionnels
Formé dans le club amateur milanais de Cimiano, il rejoint l'équipe de Pontisola en 2011, avec qui il joue trois saisons en Serie D, où il s'impose rapidement comme un titulaire indiscutable. En 2014, il déménage au Giana Erminio, avec qui il reste jusqu'en 2017, où il est transféré à Spezia. Avec les Liguriens, il s'impose comme l'un des meilleurs joueurs de la Serie B.

### Arrivée à la Sampdoria et essors au plus haut niveau
Le 9 juillet 2019, il est prêté à la Sampdoria avec une option d'achat obligatoire, signant un contrat de quatre ans avec les Blucerchiati. Il fait ses débuts en Serie A et pour le club génois le 4 novembre 2019 à l'occasion de la victoire de la Sampdoria sur la SPAL, entrant en jeu à la place de Jakub Jankto. Dans la deuxième partie de la saison, il gagne en temps de jeu avec l'arrivée de Claudio Ranieri, alternant au poste d'arrière gauche avec notamment Nicola Murru,.

## Style de jeu
Tommaso Augello est un arrière gauche, rapide et habile dans ses centres, à son aise notamment dans un rôle de piston. Il déclare notamment prendre exemple sur l’international serbe et joueur de l'AS Rome Aleksandar Kolarov.